# Gerry L'Estrange
Matthew Gerard (Gerry) L'Estrange (ur. 7 listopada 1917 w Street, hrabstwo Westmeath, zm. 5 kwietnia 1996 w Multyfarnham) – irlandzki polityk i samorządowiec, wieloletni Teachta Dála i senator, poseł do Parlamentu Europejskiego, sekretarz stanu.

## Życiorys
Najstarszy z szóstki dzieci rolnika Patricka L'Estrange i Maud z domu Byrne. Uprawiał biegi długodystansowe, uczestniczył w konkursach biegowych na poziomie lokalnym i krajowym. W 1944 kandydował do parlamentu z ramienia agrarnego ugrupowania Clann na Talmhan, później został członkiem Fine Gael. Od 1942 do 1981 zasiadał w radzie hrabstwa Westmeath, od 1959 do 1961 jako przewodniczący. Kierował również irlandzkim zrzeszeniem rad hrabstw.
W latach 1954–1965 członek Seanad Éireann z nominacji panelu administracyjnego. W 1965 po raz pierwszy wybrany do Dáil Éireann, w uzyskiwał reelekcję w 1969, 1973, 1977, 1981, lutym i listopadzie 1982. Od marca 1973 do czerwca 1979 był członkiem irlandzkiej delegacji do Parlamentu Europejskiego, gdzie należał do frakcji Europejskiej Partii Ludowej. Zajmował stanowiska ministra stanu ds. obrony i głównego whipa rządowego (czerwiec–listopad 1981) oraz ministra stanu ds. zdrowia (1981–1982).
Od 1955 żonaty z Aileen Kellaghan.